# Хурма супротивнолистная
Хурма супротивнолистная (лат. Diospyros oppositifolia) — вид двудольных растений рода Хурма (Diospyros) семейства Эбеновые (Ebenaceae). Растение впервые описано в 1860 году британским ботаником Джорджем Генри Кендриком Твейтсом.

## Распространение, описание
Эндемик Шри-Ланки, распространённый в округе Галле (юго-запад страны). Произрастает в низменных тропических лесах на территории трёх местных заповедников.
Фанерофит.

## Замечания по охране
Считается вымирающим видом (статус «EN») согласно классификации Международного союза охраны природы. Основной причиной считается исчезновение естественных мест обитания растения, связанное с вырубкой лесов и увеличением численности населения в тех местах.

## Синонимика
Синонимичное название — Euclea oppositifolia (Thwaites) P.E.Parm..